# پرادامانو
پرادامانو (به ایتالیایی: Pradamano) یک کومونه در ایتالیا است که در استان اودینه واقع شده‌است.

## خصوصیات
پرادامانو ۱۶ کیلومترمربع مساحت و ۲٬۹۷۲ نفر جمعیت دارد و ۹۶ متر بالاتر از سطح دریا واقع شده‌است.

## خواهرخوانده
شهر Bad Bleiberg خواهرخواندهٔ پرادامانو هست.